# Paris–Roubaix 1936

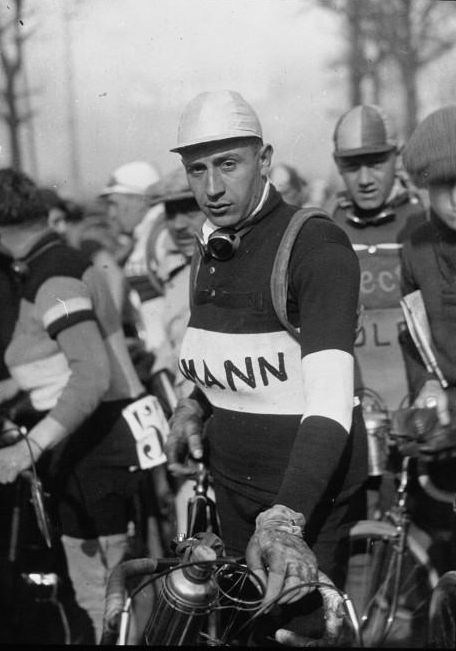
Georges Speicher

Das Eintagesrennen Paris–Roubaix 1936 war die 37. Austragung des Radsportklassikers und fand am Sonntag, den 12. April 1936, statt.
Das Rennen ging von Argenteuil aus über 262 Kilometer zum Hippodrome des Flandres in Marcq-en-Barœul, rund neun Kilometer von Roubaix entfernt. 155 Fahrer gingen an den Start, von denen sich 40 platzieren konnten. Der Sieger Georges Speicher absolvierte das Rennen mit einer Durchschnittsgeschwindigkeit von 36,136  km/h.
Das Wetter war regnerisch. Da er kein guter Sprinter war, attackierte der dreimalige Gewinner von Paris–Roubaix, Gaston Rebry, häufig aus einer Gruppe von 13 Ausreißern heraus. Schließlich war noch eine dreiköpfige führende Gruppe übrig, die aus ihm selbst, Georges Speicher und Romain Maes bestand, von denen Speicher derjenige mit den stärksten Sprintqualitäten war. Auf der Rennbahn in Marcq-en-Barœul überquerte Maes als Erster die Ziellinie, aber die Kommissäre erklärten fälschlicherweise Speicher zum Sieger. Es existiert ein Zielfoto (Maes l., Speicher r.), auf dem diese Fehlentscheidung deutlich sichtbar ist.